# لعبة محاكاة السيارة

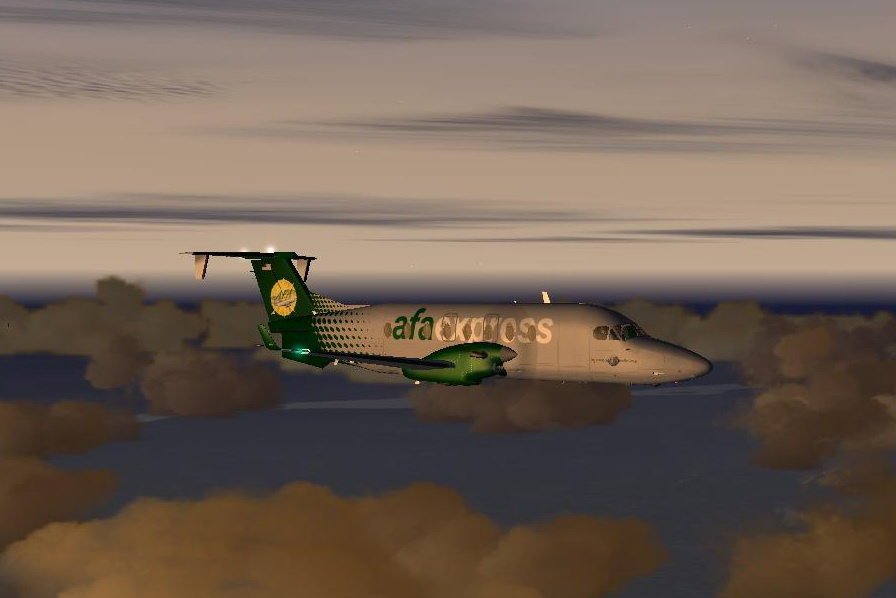

لعبة محاكاة السيارة (بالإنجليزية: Vehicle simulation game)‏ ، هي نوع من أنواع ألعاب الفيديو، والتي تقدم للاعب لتفسير الواقع الافتراضي لقيادة أنواع مختلفة من المركبات، بمن فيها السيارات والطائرات، وتقع في الغالب ألعاب تعتمد على الواقعية مع بعض الخصوصيات كالحركات الفيزيائية والتحديات، مثل إدارة تعبئة الوقود.